# Židovský hřbitov v Souši
Židovský hřbitov v Mostě - Souši je kulturní památka v bývalé obci Souš, která je dnes místní částí města Mostu. Jedná se o jedinou movitou upomínku na předválečnou židovskou komunitu v Mostě. Správcem hřbitova založeného v roce 1878 je Židovská obec Teplice. Areál o rozloze 3474 m2 tvoří hřbitov s náhrobky, obřadní síň č. p. 688, márnice a ohradní zeď hřbitova.

## Historie
Nejstarší písemný doklad o existenci Židů v Mostě je dlužní úpis z roku 1393 Boreše mladšího z Rýzmburka svým židovským věřitelům Ascherovi a Isákovi z Mostu.
Do poloviny 19. století bydleli Židé v okolních obcích v Hořanech, Lišnici a v Korozlukách. V Lišnici a Hořanech stály i synagogy.

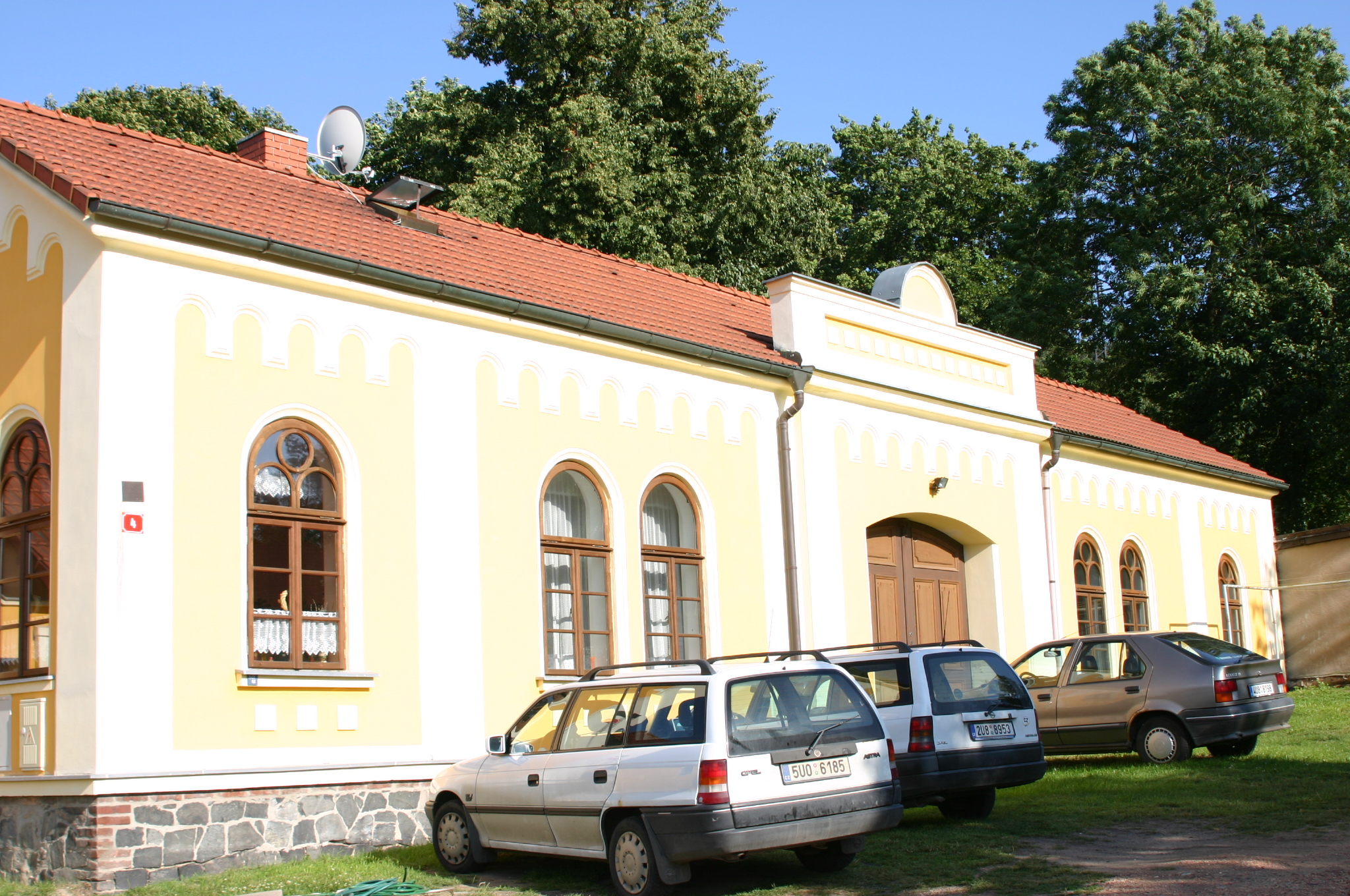
Obřadní síň

V roce 1864 byla v Mostě zřízena modlitebna a v roce 1868 založena židovská obec. V roce 1872 byl položen základní kámen synagogy a o rok později došlo k jejímu otevření.
Roku 1878 byl v blízké Souši založen židovský hřbitov. Na počátku 20. století bylo u vnitřní strany ohradní zdi hřbitova oproti židovským zvyklostem pohřbívání zřízeno kolumbárium.
Po připojení Sudet ke Třetí říši v roce 1938 vstoupily také v Mostě v platnost tzv. Norimberské zákony. Během tzv. Křišťálové noci dne 10. listopadu 1938 byla nacisty vypálena i mostecká synagoga. Její zbytky byly později zbourány. Židovská komunita se během období holokaustu rozpadla. Po skončení války byla náboženská obec obnovena, ale později nebylo možné dodržet minjan, a proto zanikla. Dnes jsou mostečtí Židé členy Židovské náboženské obce v Teplicích.
Po druhé světové válce zůstal hřbitov opuštěný a zchátralý, jeho ohrada spadla a náhrobky zarostly. Na hřbitově byl zřízen památník vojákům padlým v první světové válce a v roce 1970 sem byly přeneseny ostatky pilota Julia Finka z druhé světové války.

## Současnost
Obnova hřbitova, tj. vyčištění od náletových dřevin a stavební úpravy, začala v 90. letech, ale postupovala velmi pomalu. V roce 1996 byl hřbitov zanesen do seznamu kulturních památek České republiky.
V roce 2008 byla v prostorách rekonstruované obřadní síně otevřena výstava o dějinách židovské komunity na Mostecku od středověku po období druhé světové války. Prostor má sloužit i jako vzdělávací centrum. Výstava je přístupná po telefonické dohodě se správcem objektu.

## Fotogalerie

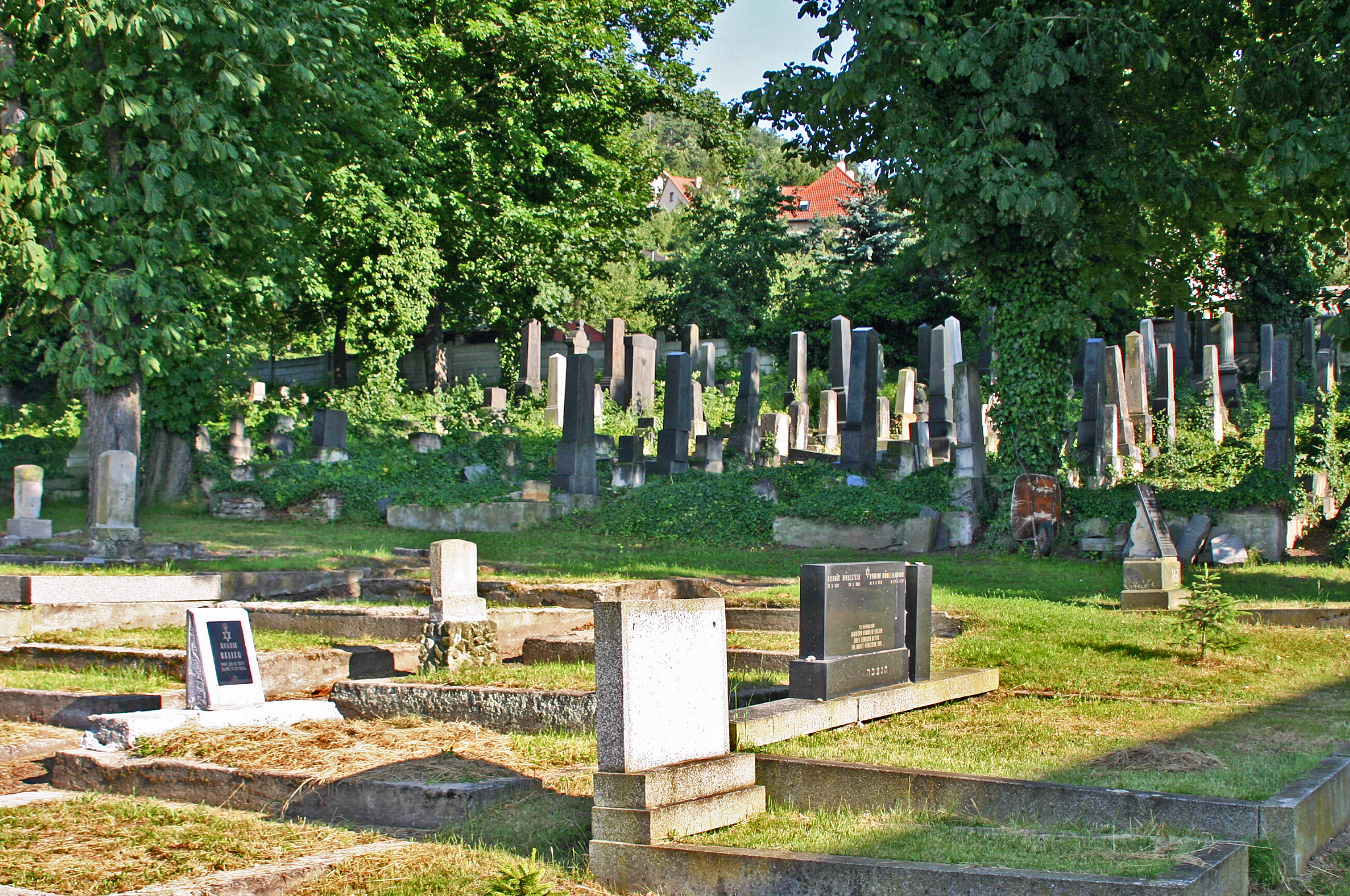
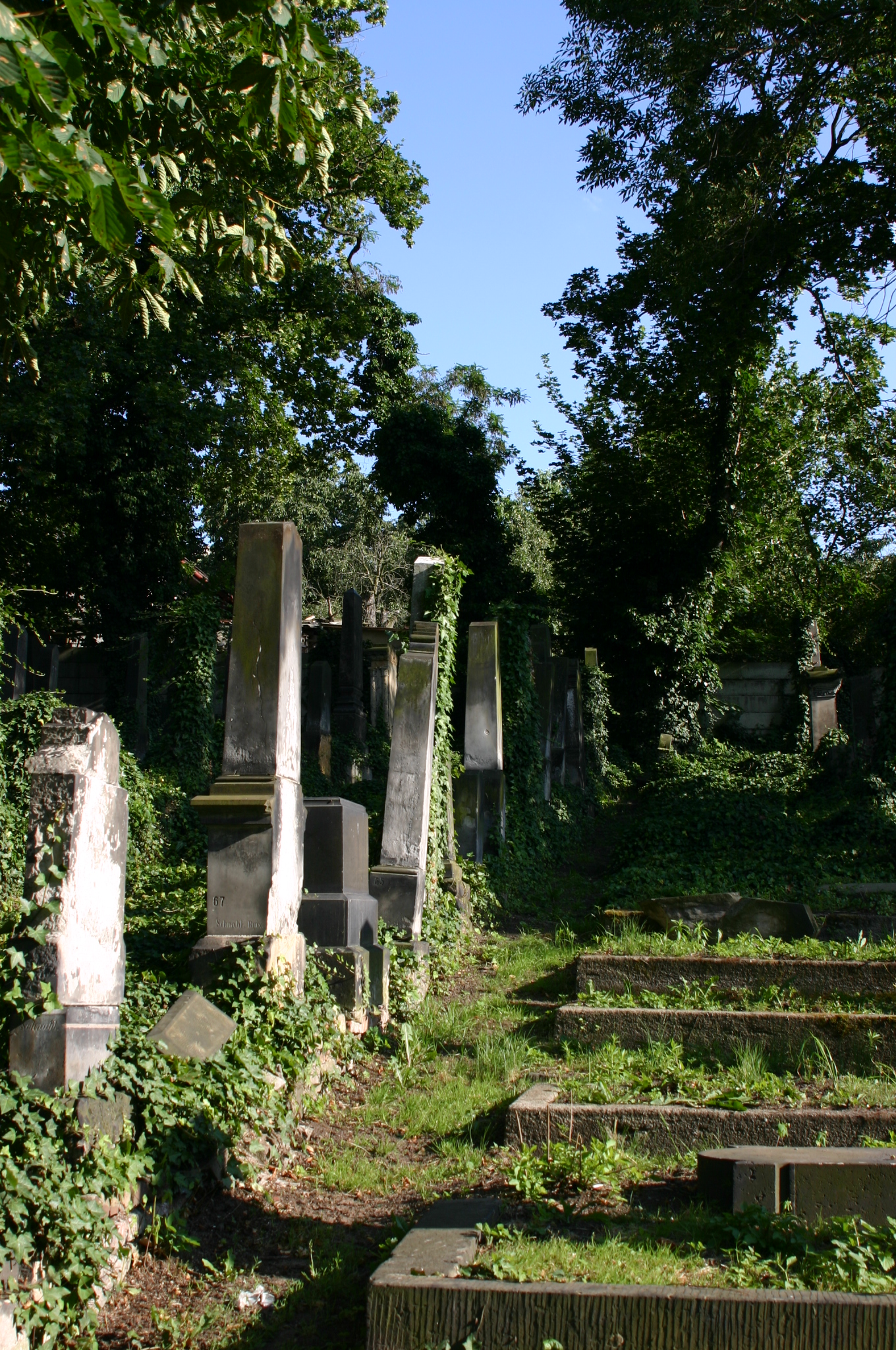
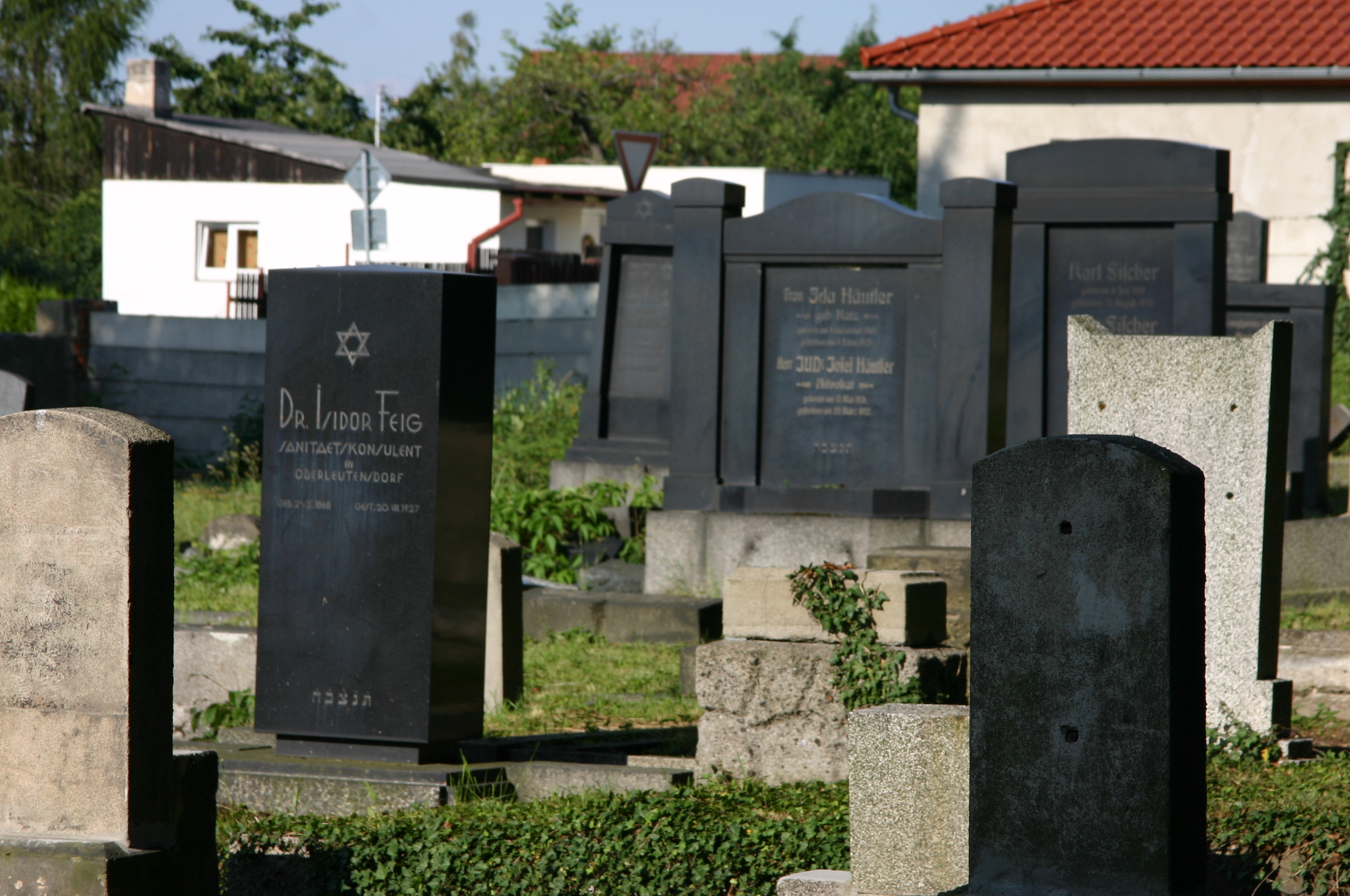
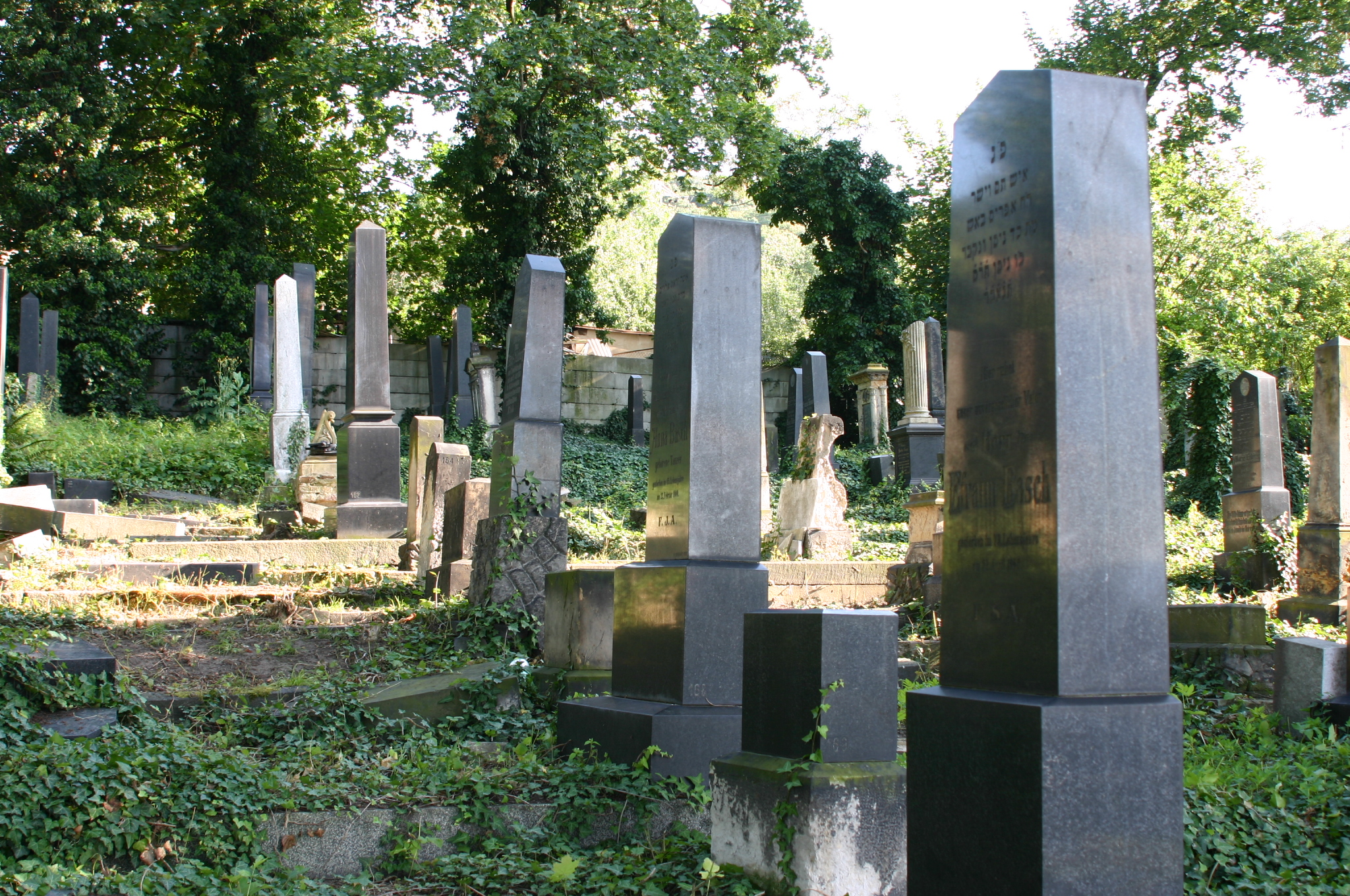
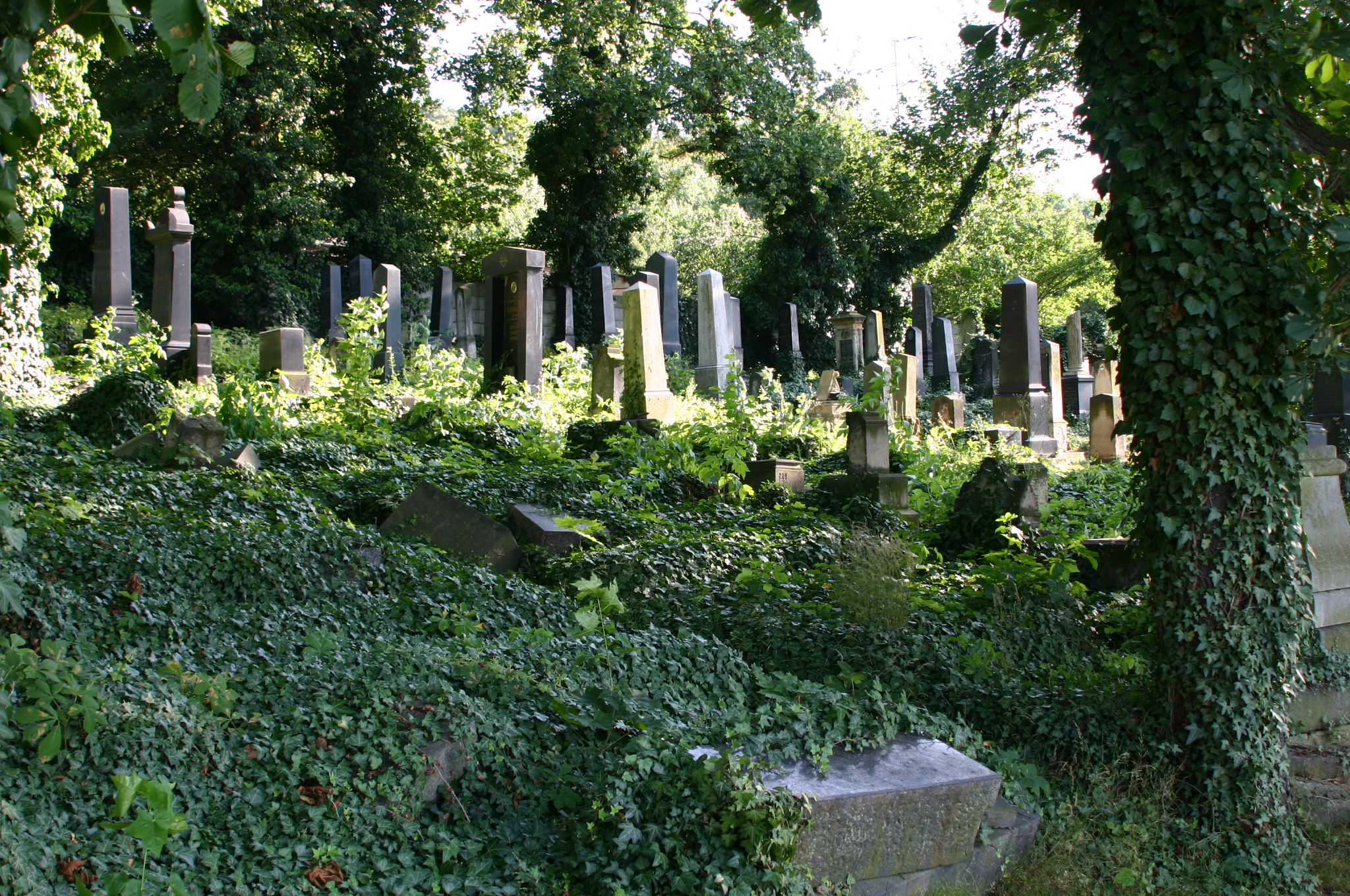